# Melbourne Indoor 1984
Il Melbourne Indoor 1984 è stato un torneo di tennis giocato sintetico indoor. È stata la 4ª edizione del Melbourne Indoor, che fa parte del Volvo Grand Prix 1984. Si è giocato a Melbourne in Australia dal 15 al 21 ottobre 1984.

## Campioni

### Singolare maschile
Matt Mitchell ha battuto in finale  Pat Cash  6–4, 3–6, 6–2

### Doppio maschile
Broderick Dyke /  Wally Masur hanno battuto in finale  Peter Johnston /  John McCurdy con il punteggio di 6–3, 6–2